# Правительство Карела Крамаржа
Правительство Карела Крамаржа — первое чехословацкое правительство после провозглашения государства. Действовало с 14 ноября 1918 года по 8 июля 1919 года. Было правительством Всенародной коалиции, в котором были представлены все партии, прошедшие в Революционное Национальное собрание. Премьер-министром стал конституционный демократ Карел Крамарж.
Кабинет подал в отставку после муниципальных выборов 1919 года, на которых правые партии потерпели сокрушительное поражение. Следующее правительство сформировал Властимил Тусар.

## Состав правительства
| Партия                          | Партия                                                                                  | Портфель                     | Министр             | Принятие поста      | Оставление поста |
| ------------------------------- | --------------------------------------------------------------------------------------- | ---------------------------- | ------------------- | ------------------- | ---------------- |
|                                 | Чешские конституционные демократы (с 1919 Национал-демократическая партия Чехословакии) | Председатель правительства   | Карел Крамарж       | 14 ноября 1918 года | 8 июля 1919 года |
| Министр финансов                | Чешские конституционные демократы (с 1919 Национал-демократическая партия Чехословакии) | Алоис Рашин                  | 14 ноября 1918 года | 8 июля 1919 года    |                  |
| Министр торговли                | Чешские конституционные демократы (с 1919 Национал-демократическая партия Чехословакии) | Адольф Странский             | 14 ноября 1918 года | 8 июля 1919 года    |                  |
|                                 | Чехословацкая аграрная партия (с 1919 Республиканская партия чехословацкого села)       | Министр внутренних дел       | Антонин Швегла      | 14 ноября 1918 года | 8 июля 1919 года |
| Министр путей сообщения         | Чехословацкая аграрная партия (с 1919 Республиканская партия чехословацкого села)       | Исидор Заградник             | 14 ноября 1918 года | 8 июля 1919 года    |                  |
| Министр общественных работ      | Чехословацкая аграрная партия (с 1919 Республиканская партия чехословацкого села)       | Франтишек Станек             | 14 ноября 1918 года | 8 июля 1919 года    |                  |
| Министр сельского хозяйства     | Чехословацкая аграрная партия (с 1919 Республиканская партия чехословацкого села)       | Карел Прашек                 | 14 ноября 1918 года | 8 июля 1919 года    |                  |
|                                 | Чехословацкая социал-демократическая рабочая партия                                     | Министр образования          | Густав Хабрман      | 14 ноября 1918 года | 8 июля 1919 года |
| Министр юстиции                 | Чехословацкая социал-демократическая рабочая партия                                     | Франтишек Соукуп             | 14 ноября 1918 года | 8 июля 1919 года    |                  |
| Министр социального обеспечения | Чехословацкая социал-демократическая рабочая партия                                     | Лев Винтер                   | 14 ноября 1918 года | 8 июля 1919 года    |                  |
|                                 | Чехословацкая социалистическая партия                                                   | Министр национальной обороны | Вацлав Клофач       | 14 ноября 1918 года | 8 июля 1919 года |
| Министр почты и телеграфа       | Чехословацкая социалистическая партия                                                   | Йиржи Стржибный              | 14 ноября 1918 года | 8 июля 1919 года    |                  |
| Министр продовольствия          | Чехословацкая социалистическая партия                                                   | Богуслав Врбенский           | 14 ноября 1918 года | 8 июля 1919 года    |                  |
|                                 | Католическая национальная партия Моравии (с 1919 Чехословацкая народная партия)         | Министр без портфеля         | Мориц Грубан        | 14 ноября 1918 года | 8 июля 1919 года |
|                                 | Внепартийные министры                                                                   | Министр иностранных дел      | Эдвард Бенеш        | 14 ноября 1918 года | 8 июля 1919 года |
| Военный министр                 | Внепартийные министры                                                                   | Милан Растислав Штефаник     | 14 ноября 1918 года | 4 мая 1919 года     |                  |
| Министр здравоохранения         | Внепартийные министры                                                                   | Вавро Шробар                 | 14 ноября 1918 года | 8 июля 1919 года    |                  |
| Министр по делам Словакии       | Внепартийные министры                                                                   | Вавро Шробар                 | 14 ноября 1918 года | 8 июля 1919 года    |                  |